# Djaj mhamer bdeghmira
 (juillet 2020).
Le djaj mhamer bdeghmira, (arabe : دجاج محمر بالدغميرة), poulet façon marocaine  ou poulet mhamer est un plat traditionnel Maroc composé de poulet rôti cuit dans une chermoula et accompagné d'une sauce onctueuse épicée à base de compotée d'oignons et de foies de volaille : la deghmira. En fonction des goûts et des envies, on ajoute du citron confit, des olives ou des frites au plat.
Le poulet à la marocaine est un plat de fête par excellence, servi dans les mariages mais aussi également lorsqu'on reçoit des invités.
Il semble que ce fut aussi un plat royal puisqu'il aurait été servi par le sultan Moulay Abdelaziz à ses hôtes.

## Type
Il existe plusieurs versions de ce plat :
- djaj mhamer bdeghmira : le plat est servi accompagné de citrons confits et d'olives ;
- djaj mhamer bdeghmira bel frite : le plat est servi accompagné de frites.

## Variante
La variante du djaj mhamer bdeghmira est le tajine de poulet aux olives dans lequel le poulet est cuit en sauce dans un tajine au lieu d'être rôti.